# ChilePuede
ChilePuede es una película cinematográfica chilena, de tipo comedia familiar y ciencia ficción. Es dirigida por Ricardo Larraín y escrita por Boris Quercia; y cuenta con las actuaciones del mismo Boris Quercia, Willy Semler, Javiera Contador, Álvaro Rudolphy y Hugo Arana.
La película fue estrenada el 8 de enero de 2008 y, ya para el 25 del mismo mes, ya lleva 64.000 espectadores (según sondeo del diario PublimetroPublimetro).

## Elenco
- Boris Quercia como Guillermo (astronauta).
- Willy Semler como Patricio (dueño del centro espacial).
- Hugo Arana como Octavio (ayudante de Patricio).
- Javiera Contador como Ana María (novia del astronauta).
- Álvaro Rudolphy como Jaime Estay (periodista).
- Bélgica Castro como Ivan Kurnikov (científico ruso).
- Cristian Arriagada como Comando 1.
- Luis Corvalán como Comando 2.
- Catalina Saavedra como Magda (amiga de Ana María).
- Antonio Quercia como Dimitri (amigo de Iván).
- Christian Michaelsen como General de El Pentágono.
- Felipe Castro como Oficial de El Pentágono.
- César Arredondo como Armando.
- Sergio Hernández como Periodista 1.
- Luis Gnecco como Ministro del interior.
- Angélica Neumann como Reportera de la Moneda.